# Drepanostachyum semiorbiculatum
Drepanostachyum semiorbiculatum är en gräsart som först beskrevs av Tong Pei Yi, och fick sitt nu gällande namn av Christopher Mark Adrian Stapleton. Drepanostachyum semiorbiculatum ingår i släktet Drepanostachyum och familjen gräs. Inga underarter finns listade i Catalogue of Life.